# Hyllisia subvariegata
Hyllisia subvariegata là một loài bọ cánh cứng trong họ Cerambycidae.